# Palača Matančeri
Palača Matančeri je palača, popularno znana kot nizozemska palača, v Matančeriju, Koči, v indijski zvezni državi Kerala, ki ima poslikave iz Kerale, ki prikazujejo portrete in eksponate radž iz Kočija. Palača je bila vključena na poskusni seznam Unescove svetovne dediščine. Kljub imenu nizozemska palača je palačo zgradil portugalski imperij kot darilo kraljevini Kočin.

## Zgodovina
Palačo so okoli leta 1545 zgradili in podarili ci kot darilo kralju Kočina. Palača je bila zgrajena, da bi pomirila kralja, potem ko so oropali bližnji tempelj.
Izkrcanje Vasca da Game, portugalskega raziskovalca v Kapadu leta 1498, so pozdravili vladarji Kočija. Dobili so izključno pravico do gradnje tovarn. Portugalci so odbili ponavljajoče se napade Zamorina in Kočin Radže so praktično postali vazali Portugalcev. Vpliv Portugalcev so izpodrinili Nizozemci in leta 1663 prevzeli Matančeri. Pozneje je območje prevzel Hyder Ali in še kasneje Britanska vzhodnoindijska družba.

## Palača
Palača je štirikotna struktura, zgrajena v slogu Nāluketu, tradicionalnem keralskem slogu arhitekture, z dvoriščem na sredini. Nekateri elementi arhitekture, kot na primer narava obokov in razmerje prostorov, kažejo na evropski vpliv v osnovnem slogu Nāluketu.

## Freske
Slava palače temelji na velikem številu fresk, izvedenih v najboljših tradicijah hindujske tempeljske umetnosti, ki so verske, dekorativne in stilizirane. Stenske poslikave so naslikane v bogatih toplih barvah v tempera tehniki.

## Drugi eksponati
Portreti radž iz Kočina od leta 1864 naprej so prikazani v nekdanji prestolni dvorani. Te so naslikali lokalni umetniki v zahodnem slogu. Strop dvorane je okrašen s cvetličnimi vzorci v lesu. Med drugimi eksponati v palači so palankin (nosilnica) iz slonovine, hovdah (nosilnica, ki jo nosi slon), kraljevi dežniki, obredna oblačila, ki jih je uporabljala kraljevina, kovanci, znamke in risbe.

## Obnova
Leta 1951 je bila palača Matančeri obnovljena in razglašena za osrednje zaščiten spomenik. Indijska arheološka služba že v drugo restavrira palačo. Obnova bo zgodovinsko strukturo povzdignila v stavbo in muzej mednarodnega standarda, ohranila njeno izvirnost, a poudarila pomembne vidike. Palača je arhitekturna mojstrovina, ki prikazuje mešanico kolonialne in keralske arhitekture. Namen obnove je prikazati njeno pravo veličino. Dela, ki so se začela leta 2007, so bila končana do leta 2009.

## Sinagoga Paradesi
V bližini je sinagoga Paradesi, zgrajena leta 1568. Zraven so starinarnice v vijugastih uličicah mesta Jew Town, katerega večina prebivalcev se je od takrat preselila v Izrael. Območje je polno trgovin, ki privabljajo turiste, ki iščejo spominke, da bi jih lahko odnesli domov.
Med palačo Matančeri in sinagogo Paradesi je tempelj Pazhajanur Bhagavathi, božanstvo prednikov ali Paradevata kraljeve družine Kočin. Tempelj s kraljevim pokroviteljstvom, ki si zid deli z judovsko sinagogo, pripoveduje veliko o verski strpnosti in medkulturnem prijateljstvu, ki je obstajalo v času kraljevine Kočin.